# بيت الريشة (السدة)

تعديل مصدري - تعديل

بيت الريشة هي إحدى قرى عزلة جبل حجاج بمديرية السدة التابعة لمحافظة إب، بلغ تعداد سكانها 170 نسمة حسب تعداد اليمن لعام 2004.